# (416) Vaticana
(416) Vaticana – planetoida z pasa głównego asteroid okrążająca Słońce w ciągu 4 lat i 243 dni w średniej odległości 2,79 j.a. Została odkryta 4 maja 1896 roku w Observatoire de Nice w Nicei przez Auguste Charloisa. Nazwa planetoidy pochodzi od Wzgórza Watykańskiego w Rzymie. Przed jej nadaniem planetoida nosiła oznaczenie tymczasowe (416) 1896 CS.